# Protorothyrididae
Famille
Les Protorothyrididae forment une famille de petits reptiles fossiles. Leur crâne ne possédait pas de fenêtre temporale, comme c'est également le cas des tortues modernes. Cette famille a vécu de la fin du Carbonifère au début du Permien, dans l'actuelle Amérique du Nord,,,.
De nombreux genres de reptiles primitifs ont d'abord été considérés comme faisant partie des protorothyrididés. Cependant, en 2006, certains  genres comme, entre autres, Brouffia, Coelostegus, Paleothyris et Hylonomus, ont été classés parmi les eureptiles les plus basaux.